# Рипон (Висконсин)
Рипон (енгл. Ripon) град је у америчкој савезној држави Висконсин.

## Демографија
По попису из 2010. године број становника је 7.734, што је 905 (13,3%) становника више него 2000. године.
| Група             | 2000.         | 2010.         |
| Белци             | 6.589 (96,5%) | 7.162 (92,6%) |
| Афроамериканци    | 13 (0,2%)     | 51 (0,7%)     |
| Азијати           | 34 (0,5%)     | 60 (0,8%)     |
| Хиспаноамериканци | 151 (2,2%)    | 388 (5,0%)    |
| Укупно            | 6.828         | 7.733         |